# Tridacna maxima
Pour les articles homonymes, voir Bénitier.
Bénitier commun, Pahua
Espèce
Synonymes
- voir paragraphe #Synonymes

Statut de conservation UICN

 CD  : Dépendant de la conservation
(appellation d’avant 2001)
Statut CITES
Tridacna maxima (ou le Bénitier commun en français) est une espèce de bénitiers géants de la famille des Tridacnidae. Appréciée des aquariophiles, on la rencontre souvent en aquarium marin. En Polynésie française, cette espèce est nommée Pahua et entre dans la cuisine locale.

## Synonymes
- Chametrachea maxima (Röding, 1798)[1]
- Tridachnes maxima Röding, 1798[2]
- Tridacna (Chametrachea) maxima (Röding, 1798)[2]
- Tridacna acuticostata G. B. Sowerby III, 1912[2]
- Tridacna compressa Reeve, 1862[2]
- Tridacna elongata Lamarck, 1819[2]
- Tridacna elongatissima Bianconi, 1856[2]
- Tridacna fossor Hedley, 1921[2]
- Tridacna imbricata (Röding, 1798)[2]
- Tridacna lanceolata G. B. Sowerby II, 1884[2]
- Tridacna maxima var. fossor Hedley, 1921[2]
- Tridacna mutica Lamarck, 1819[2]
- Tridacna reevei Hidalgo, 1903[2]
- Tridacna rudis Reeve, 1862[2]
- Tridacna troughtoni Iredale, 1927[2]

## Description
C'est un bivalve sessile qui peut atteindre des dimensions impressionnantes (jusqu'à 40 ou 60 cm). Durant la journée, il laisse dépasser son épais manteau souvent très coloré (bleu, vert, violet...) pour assurer la photosynthèse de ses algues symbiotiques, qui contribuent à le nourrir ; il est cependant capable de le rétracter très rapidement et de se refermer d'un coup, brisant net tout objet qui pourrait se trouver entre ses deux solides valves réunies par un muscle extrêmement puissant. Le manteau présente généralement de grosses papilles arrondies dans l'intérieur des lobes du manteau, et toujours une rangée de petites papilles marginales. 
On distingue cette espèce des autres bénitiers sur la base de plusieurs caractéristiques : la coquille blanche est très asymétrique (allongée d'un côté en vue latérale), pourvue de cinq côtes prononcées (parfois 6 ou 7), découpées en écailles courtes mais nombreuses  et serrées (souvent érodées sur la moitié inférieure), l'ouverture byssale est importante, la fermeture des deux valves est bien étanche, le manteau large, et le siphon inhalant entouré de tentacules courts et simples. Le manteau est souvent bleu, mais extrêmement variable, et avec une grande gamme de motifs possibles.
Cette espèce est capable de s'hybrider avec Tridacna squamosa, donnant lieu à des morphologies intermédiaires.

## Répartition
Cette espèce vit naturellement dans le bassin Indo-Pacifique, dans la mer Rouge et sur la côte est-africaine. Elle est également élevée semi-artisanalement à des fins commerciales dans les atolls de Tatakoto, Fangatau, Tubuai et Reao en Polynésie française. C'est un hôte classique des récifs coralliens, mais sa récolte à des fins gastronomiques ou décoratives a fait chuter sa population dans de nombreux endroits du monde ; sa croissance extrêmement lente et sa faible fertilité ne l'aident pas à contrer cette tendance.

## Aquariophilie

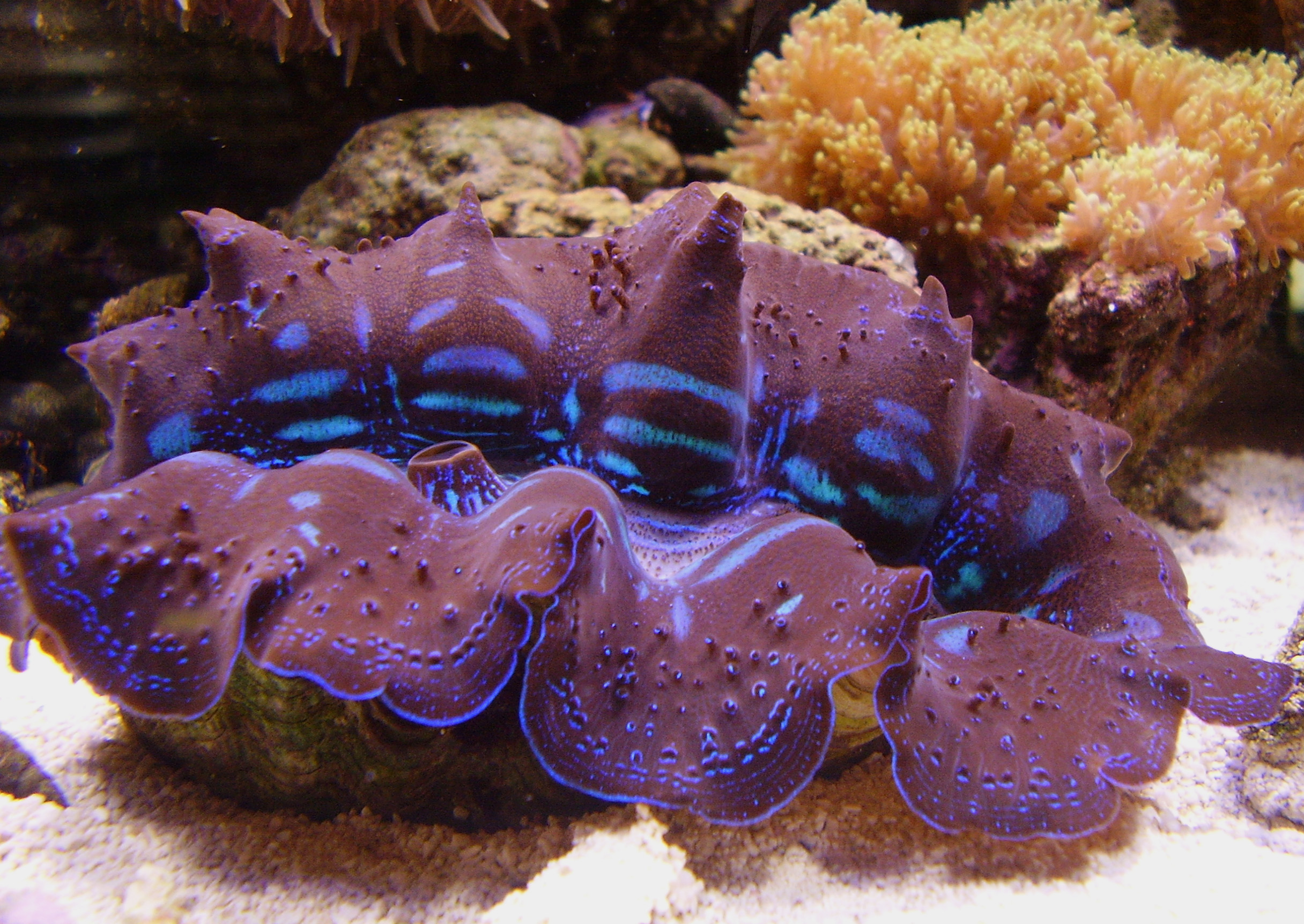
En aquarium.

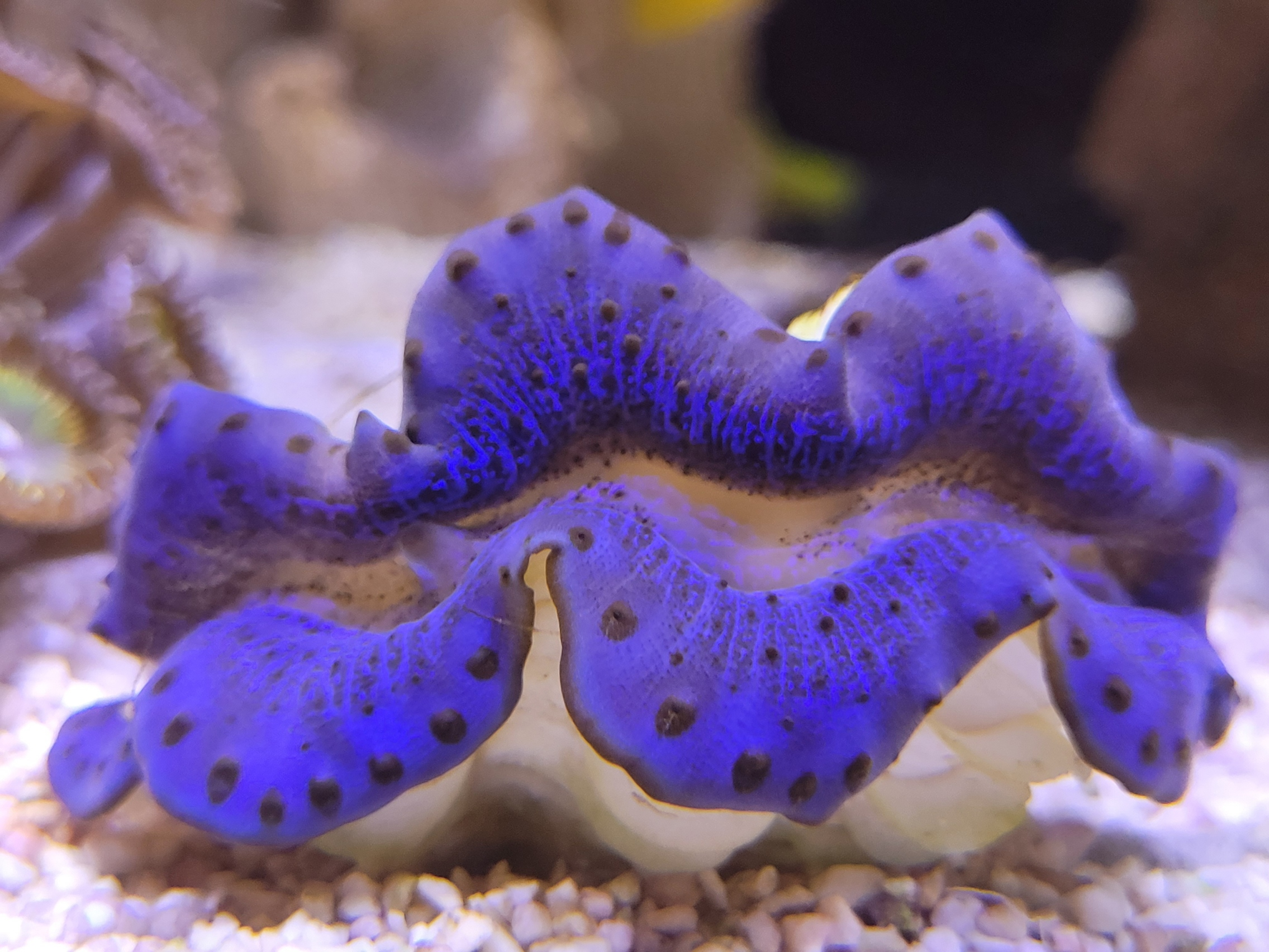
Exemplaire de Tridacna Maxima dans un aquarium

Cette espèce est appréciée en aquariophilie récifale, quoique difficile d'entretien. 
L'espèce étant protégée (Liste rouge de l'UICN et CITES), la commercialisation de spécimens prélevés dans la nature est interdite, et seuls des juvéniles issus de reproduction en aquarium sont tolérés à la vente.

## Galerie

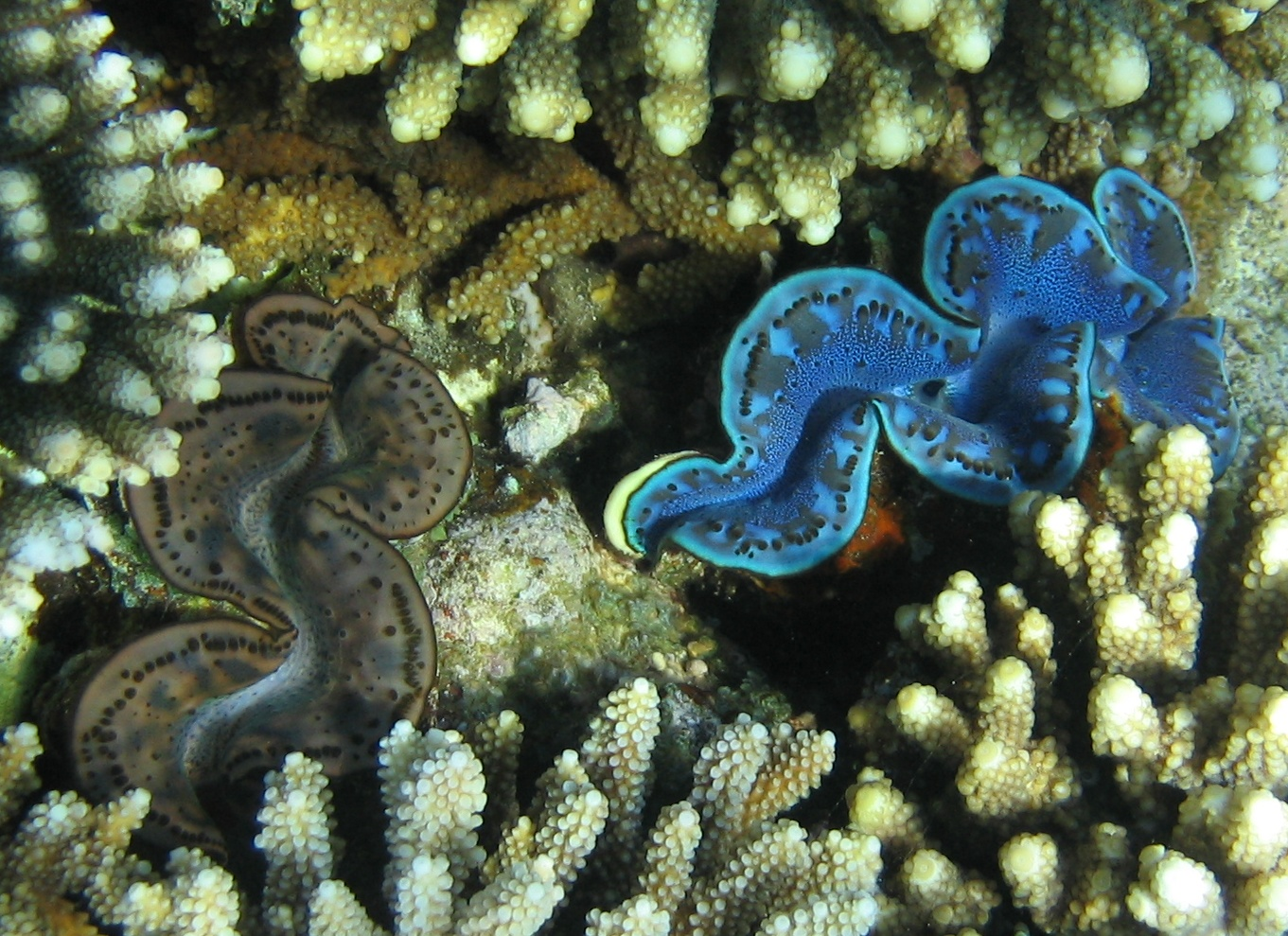
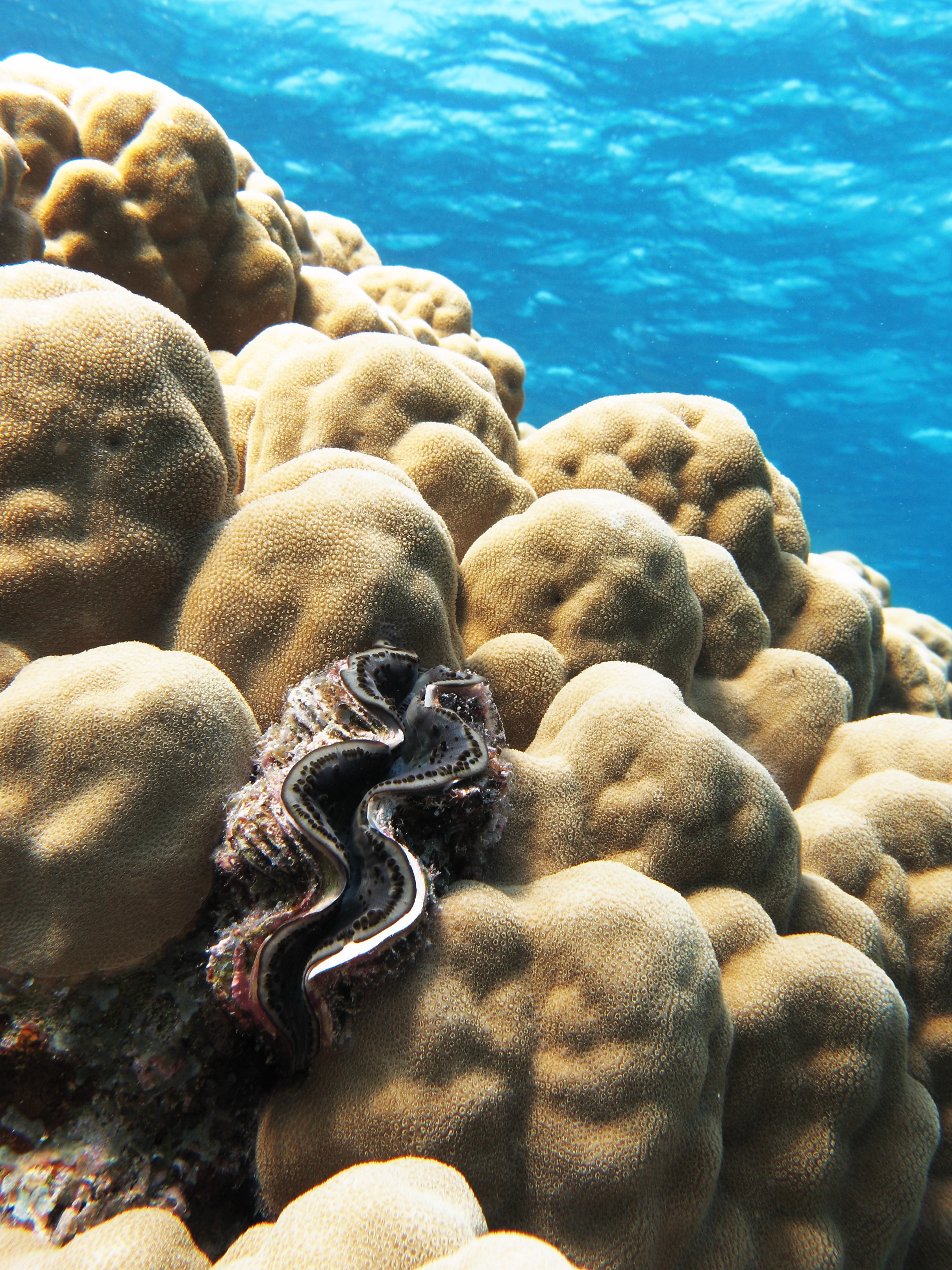
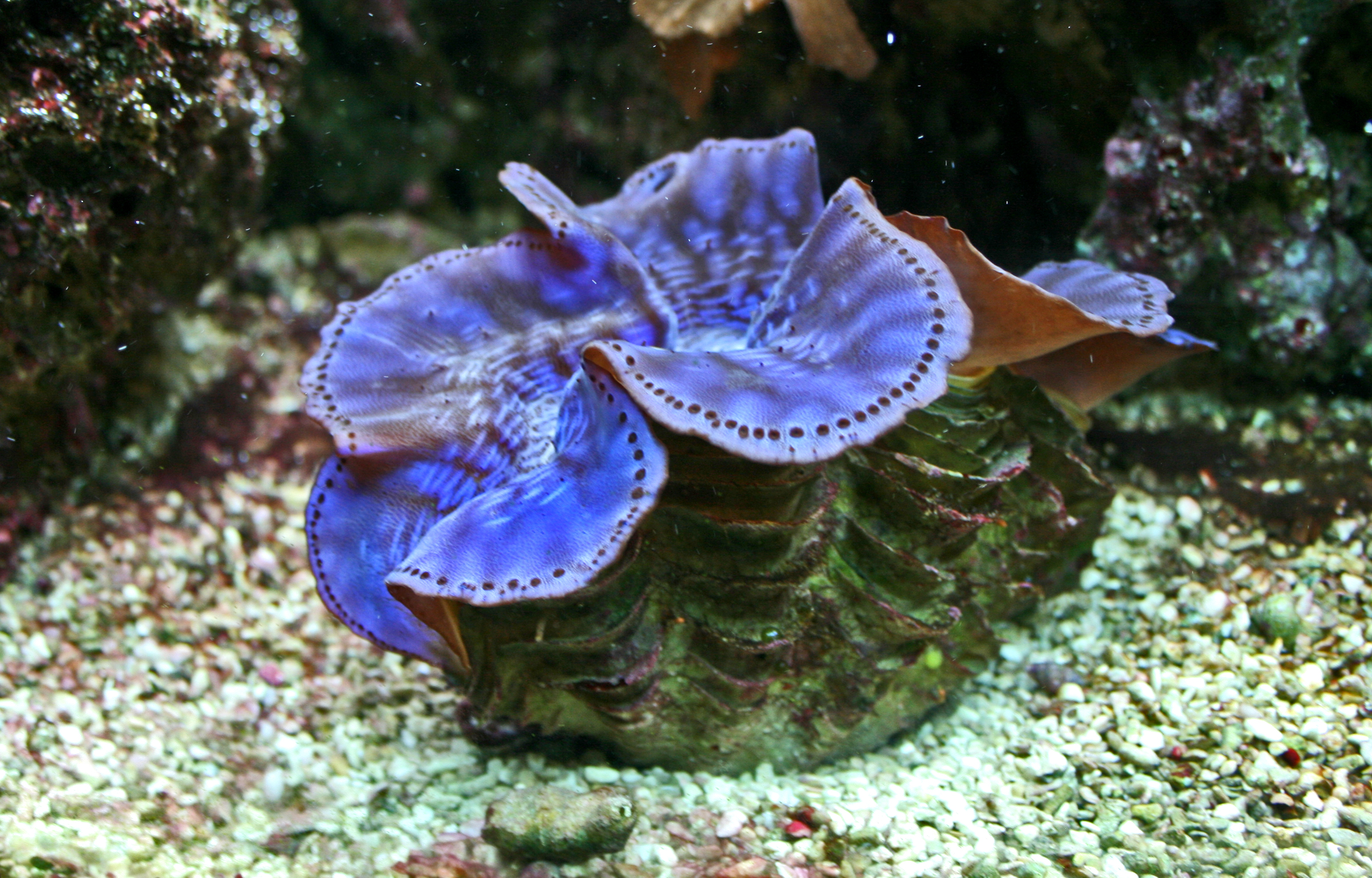
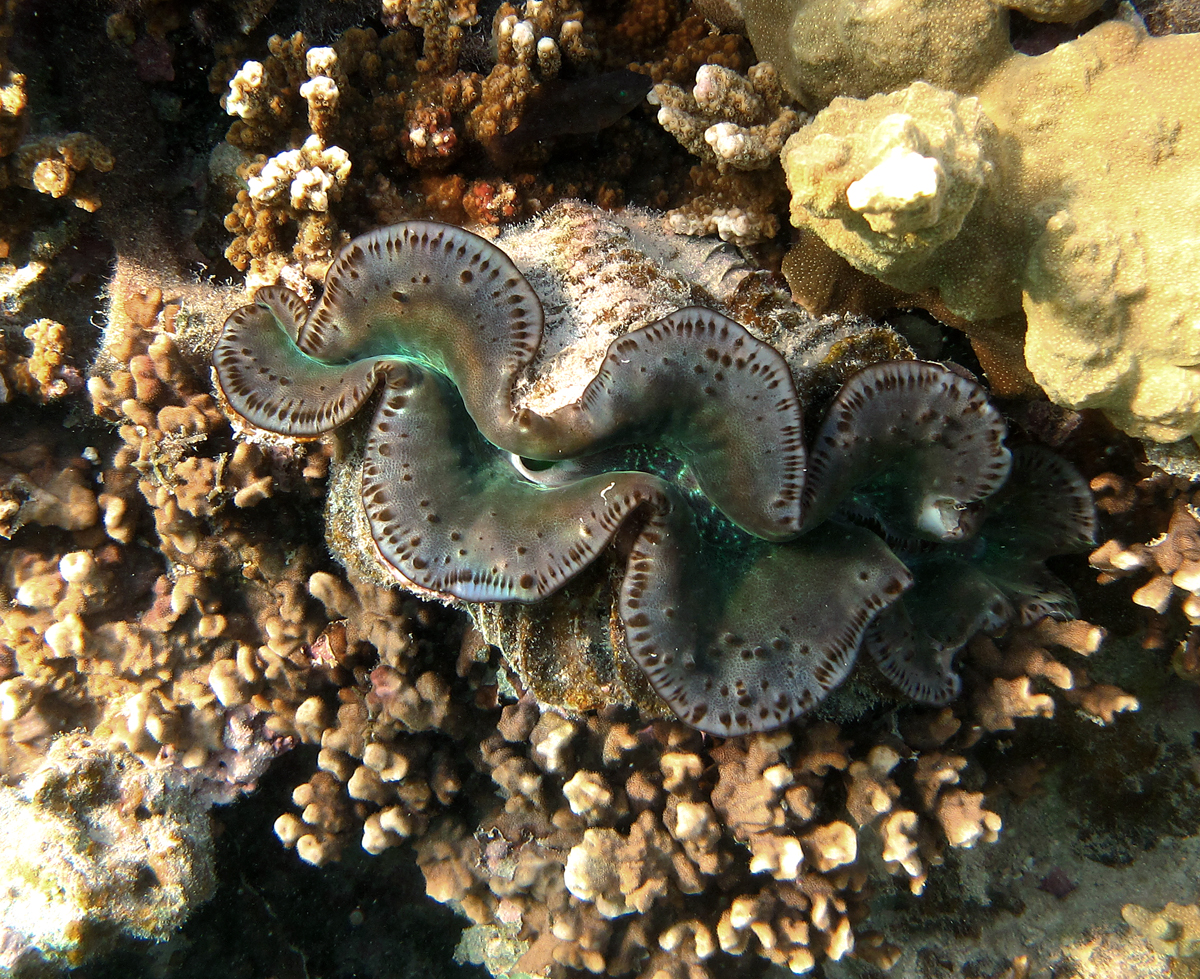
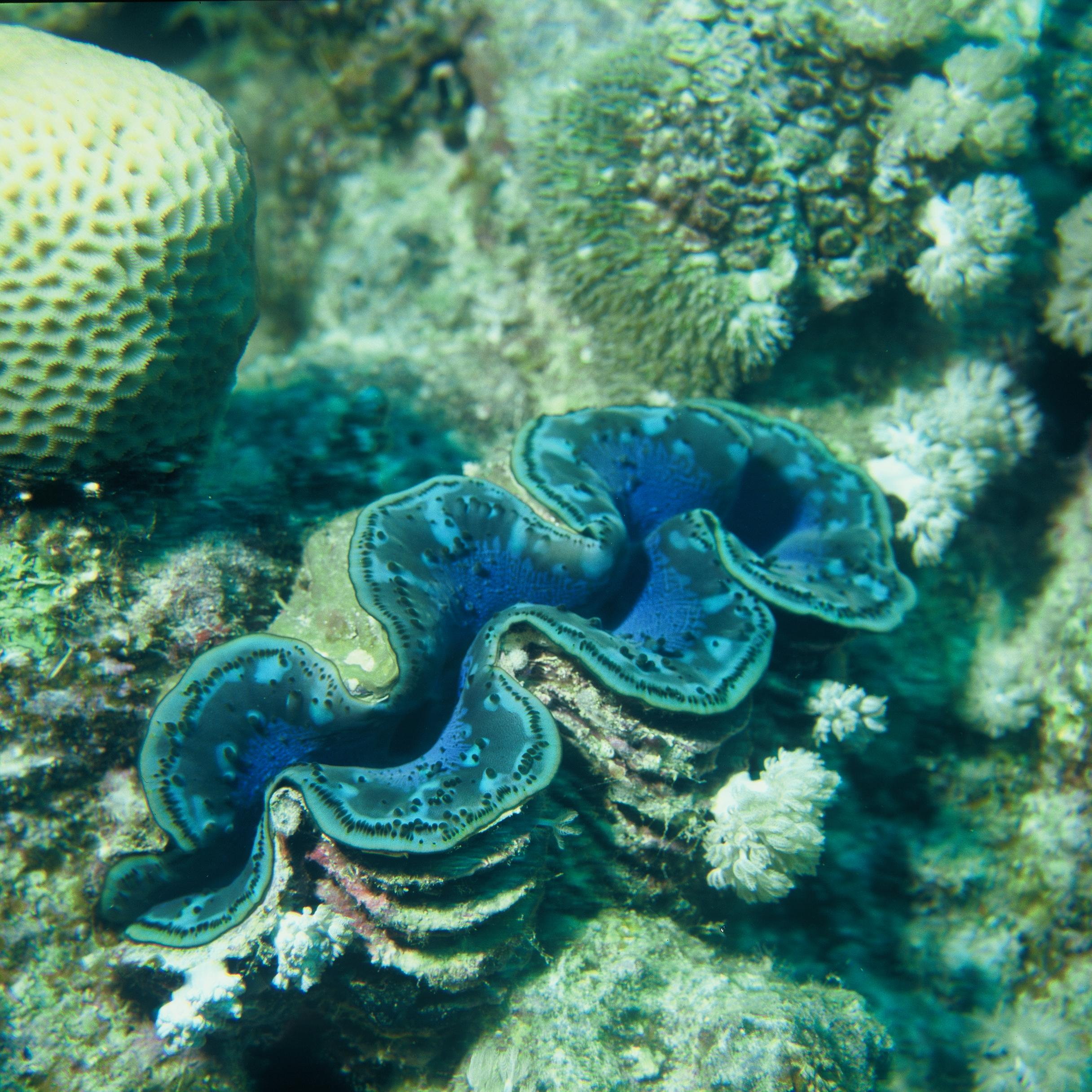
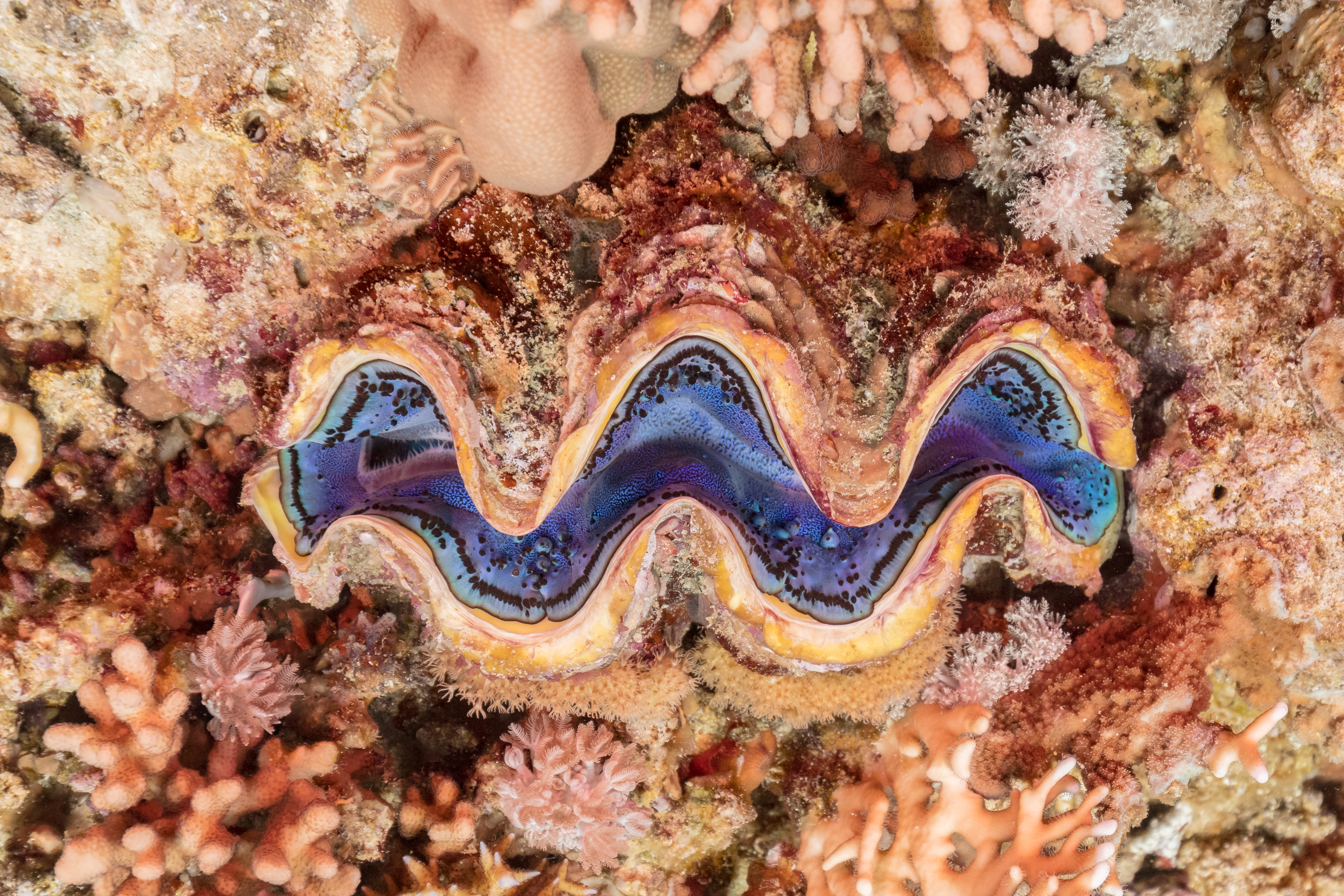